# Bulgaria en los Juegos Paralímpicos de Salt Lake City 2002
Bulgaria estuvo representada en los Juegos Paralímpicos de Salt Lake City 2002 por una deportista femenina. El equipo paralímpico búlgaro no obtuvo ninguna medalla en estos Juegos.